# Moedwil en misverstand
Moedwil en misverstand is de eerste verhalenbundel van de Nederlandse auteur Willem Frederik Hermans, in augustus 1948 verschenen bij J.M. Meulenhoff. In een periodiek was de bundel in 1947 aangekondigd onder de titel Praelogica. Op het laatste moment had de auteur ook Onheil op rubberkussens, een zinsnede uit 'Electrotherapie!', als titel overwogen.
De eerste druk bevatte zeven verhalen die in lengte variëren van enkele tot ongeveer dertig bladzijden en daarom zowel kort verhaal als novelle kunnen worden genoemd, met het in de tweede druk toegevoegde verhaal 'Atonale' als waarschijnlijk de bekendste. Ze spelen zich af op uiteenlopende locaties: 'Een ontvoogding' handelt over twee soldaten in het vreemdelingenlegioen in Syrië en Irak, 'Dokter Klondyke' beschrijft een ziektegeschiedenis in Amsterdam-West, 'Loo-Lee' speelt zich af in Almelo, 'Electrotherapie!' gaat over een zelfmoord in de Achterhoek, de titel 'Samen naar Oostende' spreekt voor zich en de veel bestudeerde novelle 'Atonale' speelt op een geheel fictief fabrieksterrein. De waardering liep sterk uiteen: sommige critici zagen niet veel meer in de bundel dan epigonisme van Jean-Paul Sartre, een enkeling wees op de grimmige humor.
Essayist Paul Rodenko wees op de zinvolle volgorde van de verhalen in de eerste druk: achter elkaar vormen zij het verhaal van een steeds verdergaande ontvoogding, waarbij de personages aanvankelijk onder een dominante vader verdrukt worden, maar zich in elk verhaal steeds meer ontplooien tot in het slotverhaal 'Het lek in de eeuwigheid' de zelfstandigheid bereikt is. Er bestaan enkele publicaties over de bundel als geheel, maar de meeste studies betreffen analyses van de individuele verhalen.
Aan latere drukken voegde de auteur in totaal vier verhalen toe, waarvan 'Ezelsoren' ruim twee bladzijden telt en het kortste verhaal uit het oeuvre is. Ook zette Hermans de verhalen op chronologische volgorde van ontstaan. De thema's van de verhalen zijn de drang zich aan een dominante figuur te ontworstelen, onvermogen om contact met anderen te leggen, ambitie die ontaard in zelfdestructie. De sfeer is in enkele verhalen, zoals 'Atonale' fantastisch of surrealistisch, waaraan de schrijfstijl met bizarre beeldspraak bijdraagt, terwijl in andere verhalen een gangbare werkelijkheidsillusie wordt aangehouden, bijvoorbeeld 'Dokter Klondyke'. In 'Elektrotherapie!' is sprake van een persiflage op het naturalisme. In 2006 werd de laatste versie van de bundel, die elf verhalen telt, opgenomen in deel 7 van de Volledige werken van de auteur, waarin de eerste drie verhalenbundels van de auteur verzameld zijn.

## Motto's
Als motto bij de eerste druk diende een citaat van de filosoof Arthur Schopenhauer: 'Das Leben und die Träume sind Blätter eines und des nämlichen Buches.'
Vanaf de tweede druk, uit 1961, werd als tweede motto een citaat van Sigmund Freud toegevoegd: 'Das Ziel des Lebens ist der Tod.'
Hermans noteerde het citaat van Schopenhauer in een aantekenboekje dat hij in de jaren 1946-1947 bijhield. Het is afkomstig uit Schopenhauers hoofdwerk, Die Welt als Wille und Vorstelling, dat Hermans bezat in een editie uit 1919.
Het citaat van Freud is afkomstig van diens late opstel 'Jenseits des Lustprinzips', waarin de auteur in de passage vlak voor het tot motto gekozen citaat constateert dat zijn theorie 'onverwachts de haven van Schopenhauers filosofie [is] binnengelopen, voor wie de dood immers "het eigenlijke resultaat" en als zodanig het doel van het leven is, de geslachtsdrift echter de belichaming van de wil tot leven.' Hierdoor zijn de citaten 'in zekere zin verwisselbaar'. Het correcte citaat luidde overigens: 'Das Ziel allen Lebens ist der Tod.'

## Inhoud
De samenstelling en de volgorde van de bundel werd in de loop der jaren enkele malen gewijzigd, de laatste maal meer dan veertig jaar na de eerste publicatie.

### Eerste druk (1948)
De oorspronkelijke uitgave bevatte zeven verhalen die vaak spookachtig, surrealistisch of anderszins vreemd aandoen. De verhalen stonden in de volgende volgorde:

#### 'Electrotherapie!' (1943)
De Amsterdamse Ronald is een begaafd gymnasiast die door zijn ouders kort gehouden wordt. Tijdens de jaarlijkse vakantie in de Achterhoek wordt hij verliefd op Agnes, de dochter van een baron, maar hij voelt zich geremd in zijn toenaderingspogingen vanwege het standsverschil.
De schrijfstijl is een parodie op het naturalisme, de literatuurstroming waarvan de Fransman Émile Zola de leider en theoreticus was. Als thema's worden het meest genoemd het aan Sigmund Freud ontleende concept van inhibitie, de verhouding tot de tirannieke vader en de verkeerde beoordeling van de werkelijkheid.

#### 'Een ontvoogding' (1941)
De uit Aleppo afkomstige pottenbakkerszoon Bahloul gaat in het leger en maakt onderweg naar Basra kennis met de twintig jaar oudere Mohammed, die hem als een vaderfiguur onder zijn hoede neemt. Zij zijn gelegerd in Aleppo, maar dankzij de connecties van Mohammed hoeven zij niet bij de manschappen te slapen. Mohammed deelt zijn vriendin Halimah met Bahloul. Als bij een aanslag op Mohammed een ander wordt vermoord, nemen de gebeurtenissen een fatale loop.
Het verhaal is gebaseerd op een droom van de auteur en neemt met zijn oosterse sfeer een aparte plaats in diens oeuvre in. De meeste interpretaties beschouwen het als een literaire verwerking van het freudiaanse Oedipuscomplex.

#### 'Dokter Klondyke' (1946)
Floris Kalmans is kandidaat in de medicijnen en gaat als 'dokter Klondyke' met huisarts Hemelrijk mee op ziekenbezoek. Een meisje dat hem eens de bons heeft gegeven blijkt nu een patiënt met verlammingsverschijnselen te zijn. Klondyke haalt Kalmans over de patiënt aan hem over te dragen voor verdere verzorging, die uiteindelijk niet baat.
Hoewel het verhaal fictieve gebeurtenissen beschrijft, is het gebaseerd op de ziekenbezoeken van schrijver en huisarts Cola Debrot in de Admiraal de Ruyterbuurt in Amsterdam-West aan het einde van de bezetting, waarbij Hermans hem als 'dokter Klondyke' vergezelde.

#### 'Loo-Lee' (1942)
Herbert en Valentijn logeren in Almelo en maken daar kennis met de oudere jongen Johnny van Hope. Deze neemt hen mee naar het park rondom een landgoed, een jachtterrein dat verboden is voor onbevoegden. Daar stroomt de vervuilde rivier Loo-Lee. Johnny duwt Valentijn erin en houdt hem onder water. Herbert kijkt toe en gaat dan weg.
Het verhaal is minder intensief bestudeerd dan sommige andere uit de bundel. Onderzoekers hebben gewezen op intertekstueel verband met De goddelijke komedie van Dante, op het verband tussen de moeder- en vaderwereld en de hoofdpersonages, op freudiaanse elementen en op de taalproblematiek als thema's.

#### 'Tezaam naar Oostende' (1942)
Een man komt op de Postjeskade een meisje tegen, met wie hij naar Oostende gaat. Zij komen in de stad Spa terecht, waar de verteller verneemt dat zij aan een raadselachtige ziekte lijdt. Vervuld van medelijden vermoedt hij dat zij nog onderweg naar Oostende zal sterven.
Het verhaal wordt doorgaans gezien als een proeve van surrealisme. Het is een van de minst becommentarieerde verhalen uit de bundel, misschien omdat de omvang slechts ongeveer vijf bladzijden is.

#### 'Emigratie' (1946)
Gerard gaat op de fiets naar zijn vriendin Clasina omdat ze samen gaan emigreren. Zij woont in een buurt die wordt afgebroken en onderweg fietst Gerard langs tramrails waaraan werklui bezig zijn het beton weg te halen met pneumatische boren. Ook de huizen worden afgebroken. Als de politie gebaart dat de weg is afgesloten, keert Gerard om. Hij rijdt nu aan de verkeerde kant van de weg tegen het verkeer in en probeert een tram bij te houden maar komt ten val en wordt overreden. In die tram zat Clasina die naar hem op weg was.

#### 'Het lek in de eeuwigheid' (1947)
Louis en Didine zijn al meer dan tien jaar getrouwd, tegen de wil van Didines vader, wat tot een verwijdering heeft geleid. Ze wonen op de hoogste verdieping van een gebouw dat verder alleen als kantoor dient. Didine onderschept een brief van Louis aan Eliane, aan wie hij toezegt Didine te zullen verlaten. Nadat ze rake klappen heeft gehad, schrijft Didine aan haar vader om de ruzie bij te leggen en weer thuis te komen. Ook probeert ze hem te bellen en aangezien ze zelf geen telefoon hebben, moet Didine daarvoor naar beneden, gehinderd door de lichtvoorziening in het trappenhuis die na drie minuten vanzelf uitgaat, zodat ze onderweg steeds naar een lichtknop moet zoeken. Wanneer Didine de brief aan haar vader heeft gepost, wordt ze op de WC onwel. Omdat ze niets anders heeft gebruikt dan de koffie die Louis haar heeft ingeschonken, vermoedt ze vergiftiging. Als Louis thuiskomt, probeert hij met een schroevendraaier de WC open te krijgen, tevergeefs.   

### Uitbreidingen in de tweede druk (1961)
Aan de tweede druk voegde Hermans twee verhalen toe, waarvan er één ten tijde van de eerste druk nog niet was geschreven: Hermans herzag de verhalen in aanzienlijke mate. Hij werkte formuleringen met het voornaamwoord 'men' weg en de meeste verhalen vertonen 'kleine stilistische en inhoudelijke wijzigingen'.
Een andere wijziging was de volgorde van de verhalen. Deze werd nu strikt chronologisch en onder elk verhaal werd een datering vermeld.

#### 'Atonale' (1942)
Ingenieur Nikol Varenhijt heeft de leiding over een, 'Astaroth' genaamde, fabriek in briketten en strijdgassen. De door de fabriek geproduceerde briketten vormen een lint dat in zes jaar de wereld over is getrokken en bij terugkeer de fabrieksmuren vernietigt. Wanneer dit gebeurd is, eindigt Varenhijt als bejaarde in een verpleeghuis.
De novelle behoort tot de vaakst bestudeerde onderdelen van het oeuvre van Hermans; biograaf Willem Otterspeer noemt het dan ook 'een van zijn beroemdste verhalen'. Het verhaal kent een allegorische constructie die psychomachia wordt genoemd, waarbij de nevenfiguren afsplitsingen zijn van hoofdpersoon Varenhijt. Volgens de freudiaanse duiding is de fabriek een spijsverteringsstelsel waarbij de briketten en strijdgassen uit de anus komen. Het verhaal kent een drievoudige cyclische structuur: het volgt de cyclus der seizoenen omdat het zich afspeelt van herfst tot herfst, de dagcyclus omdat het begint op een ochtend en eindigt met het avondrood, en de cyclus van een mensenleven omdat Varenhijt eindigt als de oude man met wie hij in het begin kennismaakt en schaatst. De thematiek is de tot mislukking gedoemde almachtsfantasie van de hoofdpersoon.

### Uitbreiding in de vierde druk (1966)

#### 'Ezelsoren' (1949)
'Ezelsoren' werd geschreven in juli 1949 en gepubliceerd in Het Parool van 11 juni 1949. De ik-verteller beschouwt zijn vader als 'een ongehoord domme man', die tevergeefs probeert de Ethica van Spinoza te lezen. Als de man het te bont heeft gemaakt, besluiten de verteller en zijn moeder om hem als ezel aan Artis te schenken. Daar zit hij in een kooi met het boek van Spinoza op schoot.
Na de krantenpublicatie zorgde het verhaal voor enige commotie in de naaste omgeving van de ouders van de auteur, die het lazen als een beledigend portret van diens vader. In 1966 werd het verhaal opgenomen in de vierde druk van de verhalenbundel Moedwil en misverstand. Met een omvang van iets meer dan twee bladzijden is het een opmerkelijk kort verhaal in het oeuvre van Hermans. Er bestaan geen interpretatieve studies over.

### Uitbreiding in de dertiende druk (1992)

#### 'Inferno' (1943)
Aan de dertiende druk, de laatste die tijdens zijn leven verscheen, voegde Hermans weer een verhaal toe, dat wederom in de chronologische volgorde werd ingevoegd. Zodoende telde de bundel in zijn uiteindelijke samenstelling elf verhalen:
- 'Inferno' (1943)

## Structuur
In de eerste druk staan de verhalen niet in chronologische volgorde. Volgens essayist Paul Rodenko staan de verhalen in een uitgekiende volgorde, namelijk die van een steeds verder voortschrijdende 'ontvoogding' en zou de bundel zelfs 'Een ontvoogding' kunnen heten. Rodenko leest de bundel dan ook als een roman waarvan elk verhaal een hoofdstuk is en vat de personages op als aspecten van één persoonlijkheid, die aanvankelijk sterk onder de dominante invloed van de vader staat en hem wil evenaren. 'Het schijnt in onze oedipale Westeuropese cultuur,' aldus Rodenko, 'nu eenmaal noodzakelijk te zijn, dat elke jonge schrijver met hetzelfde verhaal van de arme, miskende zoon en de brute vader debuteert, en ook Hermans maakt hierop geen uitzondering'. In 'Electrotherapie' leeft Ronald in de wereld van de 'almachtige, toornende vader', in 'Een ontvoogding' wordt deze wereld 'op een gerationaliseerd mythologisch plan' voorgesteld, met de bloederige afloop de mythologie eigen.
In 'Dokter Klondyke' heet Ronald Floris, een mislukte student, en is de vaderfiguur een arts. hoewel de vaderfiguur aan macht heeft ingeboet, is de zoon, Floris dus, nog steeds onzelfstandig, wat volgens Rodenko blijkt dat hij van een arts een overlijdensakte nodig heeft om te bewijzen dat zijn patiënt Lily dood is. Pas in 'Loo-Lee' is de zoon zelfstandig; de vaderfiguur is afwezig en 'zonder hulp of dwang van de vader' staat Herbert er zelfstandig voor in een wereld die hem treft als 'iets geheimzinnigs en gevaarlijks'. Maar aan het slot ziet Herbert de patronen voor wat ze zijn en dat betekent dat de wereld 'zijn magisch karakter' verloren heeft.
In het laatste verhaal, 'Het lek in de eeuwigheid', is 'Ronald' dan 'eindelijk "ontvoogd" en zelf magiër geworden.

## Schrijfstijl
Biograaf Willem Otterspeer noemt twee algemene kenmerken van de schrijfstijl die de verhalen uit deze jaren met elkaar verbindt. Het eerste kenmerk is de metaforiek, die vaak een spel betekent met het verschil tussen de organische en anorganische natuur: vrouwenborsten worden beschreven als 'tweelingvulkanen', ramen als 'morsig als kwijlende monden', schoeners varen 'als vinnen van vreemde vissen', gieren 'kammen' de lucht met hun vleugels, een schakelaar klinkt als een 'zweepslag'. Het tweede kenmerk is de aforistische aard van het proza 'dat Hermans tot zo'n citeerbaar auteur maakt.'

## Thematiek
Smulders heeft de bundel als volgt getypeerd: 'Moedwil en misverstand bevat al zeer veel van wat op grond van later werk als de thematiek van deze auteur zou worden aangemerkt.'
Rondom het thema 'mislukken' heeft het personage Mohammed uit 'Een ontvoogding' volgens Hella S. Haasse 'een ware filosofie opgebouwd', die hij tegenover de verteller en hoofdpersonage Bahloul als volgt verwoordt: "Bij alles wat men nastreeft, weet men wat het is; alleen wie de mislukking beoefent weet het niet. Dat is het wat deze laatste poging van alle andere onderscheidt. Hoe het met hem gesteld is, die de mislukking nastreeft en wéét dat hij het doet, dat vertel ik je misschien later weleens. Maar ik denk niet dat het nodig is.'
Interpretator Jan Fontijn onderscheidt de verhalen naargelang van het type van de hermansiaanse hoofdfiguur. Deze heeft de keuze tussen een passieve carrière waarbij gehoorzaamheid van de ouders voorop staat, oftewel de 'zusterwereld', of een keuze voor een rigoureus ideaal, de wereld van het 'superego'. Ronald uit 'Elektrotherapie' wil uitvinder worden, Herbert in 'Loo-Lee' zoekt naar het verbodene, in 'Samen naar Oostende' bestaat de ambitie uit het verlangen in het casino rijk te worden, in 'Atonale' streeft Varenhijt ernaar menselijke gevoelens en zwakheden uit te sluiten. De keuze voor de 'zusterwereld' wordt gemaakt door Valentijn in 'Loo-Lee'.
Literatuurcriticus Wam de Moor wijst erop dat het doodsmotief in veel verhalen ook in ander werk uit deze periode, de in 1943 geschreven roman Conserve en de dichtbundel Kussen door een rag van woorden uit 1944, dominant is. In de verhalenbundel betreft het onder meer de personages Ronald uit 'Elektrotherapie! en het meisje uit 'Samen naar Oostende', terwijl De Moor de broers Herbert en Valentijn uit 'Loo-Lee', waarvan de laatste door een oudere jongen wordt verdronken, associeert met Hermans en zijn zuster Cornelia, die in de oorlog door een oudere neef doodgeschoten werd.
Baudoin Yans typeert het boek als 'een bundel waarin haast alle novellen over de dood handelen'.

## Publicatiegeschiedenis
Op 2 december 1942 bood uitgever John Meulenhoff Hermans een optiecontract voor een verhalenbundel aan nadat Hermans hem twee novellen had laten lezen, 'Een ontvoogding' en 'Atonale'. Meulenhoff was ervan onder de indruk dat de twee verhalen zoveel van elkaar verschilden. Hermans stuurde het contract een week later ondertekend retour, maar het zou nog bijna zes jaar duren voordat het boek verscheen.
Op 4 september 1947 bevestigde Meulenhoff de ontvangst van het manuscript van de bundel, die Onheil op rubberkussens zou gaan heten, een frase die voorkomt in het verhaal 'Elektrotherapie'. Hij schreef Hermans' wens om illustraties op te nemen niet te kunnen honoreren omdat de vooruitzichten voor de verkoop van een verhalenbundel weinig florissant waren en hij de te maken kosten voor de illustraties liever in 'een goede uiterlijke verzorging van het boek' stak. Meulenhoff achtte de toegevoegde novelle 'Het lek in de eeuwigheid' geen aanwinst en begreep ook niet waarom Hermans de bundel daarmee wilde openen; hij raadde dit sterk af en opperde een plaats aan het einde, waarvoor hij aan de ontstaansdatum een extra argument ontleende.
In een naschrift kwam Meulenhoff met een bezwaar tegen 'de nieuwe titel', hij vond Moedwil en misverstand 'een gelukkigere greep'. Hermans had ook de titel Praelogica overwogen; onder die titel was de bundel in 1947 aangekondigd in Kompas der Nederlandse letterkunde.
In augustus 1948, elf maanden na de ontvangst van het manuscript, verscheen de novellebundel. In november 1947 had Hermans al aan Rodenko geschreven dat hij blij was als het boek eind 1948 in de boekhandel lag. Hij noemde als oorzaak de slecht lopende boekhandel, waardoor de winkels vol lagen en geen bestellingen deden, uitgevers geen nieuwe manuscripten accepteerden en het drukken van geaccepteerde manuscripten uitstelden.
Voor zover de verhalen waren voorgepubliceerd, werd de spelling gemoderniseerd en kleine inhoudelijke en stilistische revisies doorgevoerd.
De eerste oplage verscheen in twee versies, genaaid en gebonden in halflinnen, met een illustratie van Fons Mertens op het stofomslag, en exemplaren die genaaid en gebonden in karton waren. In het voorjaar van 1949 verscheen de bundel in een nieuw uiterlijk; Jan Vermeulen verzorgde het omslagontwerp voor de twee uitvoeringen, in halflinnen karton met stofomslag en in een gele kartonnen band. Het is onbekend hoeveel exemplaren verkocht werden. Bij wijze van blurb was op de voorkant van deze tweede uitgave een citaat afgedrukt uit de enthousiaste recensie van Jan Greshoff uit het Vaderland van 23 april 1949: 'Een van de belangrijkste boeken van een jong schrijver sedert lange tijd in Nederland verschenen.'
Hermans zelf verbleef als houtcontroleur in Campbellton in Canada toen de verhalenbundel verscheen. Volgens Hans van Straten, Hermans' eerste biograaf, ontving zijn vriendin Juusje Hartman de auteursexemplaren en stuurde er twee naar Campbellton. Eén daarvan gaf Hermans aan Charles B. Timmer.
In februari 1954 had Meulenhoff nog ongeveer vijfhonderd exemplaren over en schreef Hermans te overwogen die met weer een nieuw omslag tegen 'de normale prijs van ƒ4,90' aan te bieden. Hoewel Hermans akkoord ging en suggesties voor het omslag aanleverde, werd toch het omslag van de eerste oplage gekozen. In 1957 werden de overgebleven 150 exemplaren verramsjt. Volgens Van Straten verkocht uitgeverij Meulenhoff het restant midden jaren vijftig aan H.D. Pfann, die een antiquariaat had in de Kalverstraat te Amsterdam. Daar begon de stapel pas te verkopen toen de auteur in 1958 doorbrak met de roman De donkere kamer van Damokles.
Moedwil en misverstand is de enige verhalenbundel van Hermans waarvan de samenstelling en ook de volgorde van de onderdelen in de loop der jaren veranderden, tot de motto's aan toe. Van de zeven oorspronkelijke onderdelen waren er vier reeds verschenen in tijdschriften, de overige drie verschenen voor het eerst in de bundel ('Electrotherapie', 'Tezaam naar Oostende' en 'Het lek in de eeuwigheid'). Het verhaal 'Een ontvoogding' (1941) speelt in de steden Aleppo en Basra.
Dertien jaar later, na Hermans doorbraak met De donkere kamer van Damokles (1958), verscheen een tweede druk, waaraan de verhalen 'Atonale' (1941-1942) en 'De kat Kilo' (1949) werden toegevoegd. Het laatstgenoemde verhaal was ten tijde van de eerste druk nog niet geschreven. De vierde druk werd met het verhaal 'Ezelsoren' (1949) verrijkt en in de dertiende druk uit 1992 werd ten slotte nog het verhaal 'Inferno' (1943) toegevoegd, dat de auteur bijna een halve eeuw in portefeuille had gehouden.
Hermans wijzigde in latere drukken de ordening van de verhalen, die in chronologische volgorde van ontstaan kwamen te staan, met 'Een ontvoogding' voorop.
In de bibliografie van de verspreide publicaties van Hermans hebben bibliografen Delvigne en Janssen de novellen uit Moedwil en misverstand de volgende nummers toegekend: 'Dokter Klondyke' (DJ 55), 'Loo-Lee' (DJ 76), 'Een ontvoogding' (DJ 95), 'Emigratie' (DJ 123), 'Ezelsoren' (DJ 141), 'Atonale' (DJ 189), 'De kat Kilo' (DJ 222), 'Inferno' (DJ 1012). Drie verhalen werden niet voorgepubliceerd: 'Samen naar Oostende', 'Elektrotherapie' en 'Het lek in de eeuwigheid'.
De bibliografie van Frans A. Janssen en Sonja van Stek beschrijft 14 drukken van de bundel, verschenen van 1948 tot en met 1996 en genummerd JS 12-25.

## Receptie
Ed Popelier stelt in zijn monografie over Hermans dat de verhalenbundel 'weinig publiciteit' kreeg en maar enkele recensies. Daarvan acht hij die van Greshoff, met als titel 'Een boek van een jong en sterk talent', de meest lovende en die van Paul Rodenko in Podium de diepgravendste. Na een korte bespreking van vijf van de tien verhalen die de door Popelier gebruikte druk bevatte, merkt hij op dat de bundel 'nog enkele knappe verhalen' bevat.
Ook biograaf Otterspeer merkt de bespreking van Rodenko aan als 'een van de beste stukken die aan het boek gewijd werden'. Rodenko wees op de eenheid van de bundel die hij vergeleek met een roman van James Joyce die elk hoofdstuk op een ander psychisch niveau laat spelen. Rodenko zag in de volgorde van de verhalen een ontwikkeling van het nog eendimensionale verhaal 'Elektrotherapie' naar het voldragen, magische verhaal 'Het lek in de eeuwigheid.'
De andere recensies waren volgens Otterspeer opmerkelijk scherp verdeeld in afwijzing of bewondering. Richter Roegholt in Propria Cures en Bert Schierbeek in Het Woord ontwaarden epigonisme van Jean-Paul Sartre. Bewonderend was Victor E. van Vriesland, die wees op 'de eigenaardige grimmige humor, zonder mildheid'. C.J.E. Dinaux kende Hermans op grond van zijn 'geladen en klare zinnen' en 'suggestieve verbeeldingskracht' een 'belangrijke plaats' in de Nederlandse literatuur toe. Jan Greshoff ontwaarde een 'Groot, levend, rijkgeschakeerd talent'.
In het Utrechts Nieuwsblad verzorgde F. Bordewijk een bespreking. Hij zag in dat 'Electrotherapie!' geen realistische novelle was en noemde 'Dokter Klondyke' een 'uitmuntend staal van litterair surrealisme', en was ook goed te spreken over 'Loo-Lee'. 'Voortreffelijk' noemde hij 'Het lek in de eeuwigheid', waarover hij opmerkte dat Hermans de gave had om een verhaal anders te doen verlopen dan de lezer verwacht, terwijl bij herlezing toch blijkt dat de ontwikkeling zorgvuldig was voorbereid. Minder te spreken was hij over de kortere verhalen, 'Samen naar Oostende' en 'Emigratie'. Hij vond dat Hermans zich al verder had ontwikkeld dan het predicaat 'veelbelovend' suggereert.
Onder de titel 'Onlust en overmoed' verscheen een pastiche van Anton Koolhaas in De Groene Amsterdammer van 12 maart 1949.
Critica Toef Jaeger schreef in NRC Handelsblad van 29 oktober 2020 dat de novelle 'Atonale' 'een van de mooiste verhalen uit de Nederlandse literatuur' is.'

## Trivia
- Voor de dokter uit 'Dokter Klondyke' zou de schrijver Cola Debrot model hebben gestaan.

## Verklarende noten
1. ↑  De volgorde is die van de bibliografie en dus van de chronologische volgorde waarin de verhalen verschenen, voor zover voorgepubliceerd.

## Verwijzende noten
1. ↑  Otterspeer (2013), 434-435
2. 1 2  Huygens ING (2020), 847
3. ↑  Smulders (1989), 85-86
4. 1 2  Smulders (1989), 85
5. ↑  Opgave volgorde in Otterspeer (2013), 477
6. ↑  Raat (2010), 132-133
7. 1 2  Dupuis (1985), 233-235
8. 1 2  Rodenko (1948), 69
9. ↑  Raat (2010), 134
10. ↑  Rodenko (1948), 70
11. ↑  Dupuis (1985), 218, 221
12. ↑  Yans (1992), 327 noot 230
13. ↑  Fontijn (1971), 284 en 290
14. ↑  Dupuis (1985), 61 en 219
15. ↑  Dupuis (1985), 111-112
16. ↑  Huygens Instituut (2006), 636
17. 1 2  Huygens Instituut (2006), 637
18. ↑  Otterspeer (2013), 379
19. ↑  Fontijn (1971), 285-295
20. ↑  Yans (1992), 457-477
21. ↑  Huygens Instituut (2006), 639
22. ↑  Rodenko (1948), 69-70. Cursief van Rodenko
23. ↑  Rodenko (1948), 71
24. ↑  Rodenko (1948), 71-72
25. ↑  Otterspeer (2013), 382
26. ↑  Geciteerd in Hella Haasse, 'Doodijs en hemelsteen.' In: Hella S. Haasse, Lezen achter de letters, Querido, Amsterdam, 2000, 153-182.Haasse (2000), 154. Geraadpleegd op 28 maart 2015.
27. ↑  Fontijn (1971), 284-285
28. ↑  Fontijn (1971), 290
29. ↑  De Moor (1971), 213-214
30. ↑  Yans (1992), 303 noot 140
31. ↑  Huygens ING (2006), 620-621
32. ↑  Huygens Instituut (2006), 686 noot 72
33. ↑  Geciteerd in Huygens Instituut (2006), 631
34. 1 2  Huygens Instituut (2006), 631
35. ↑  Janssen (1980), 15 noot 20
36. ↑  Huygens Instituut (2006), 686 noot 73
37. 1 2  Huygens Instituut (2006), 632
38. ↑  Huygens Instituut (2006), 634-635
39. ↑  Huygens Instituut (2006), 635 en 688 noot 87
40. ↑  Van Straten (1999), 157
41. ↑  Huygens Instituut (2006), 635
42. ↑  Van Straten (1999), 157-158
43. ↑  Janssen en Van Stek (2005), online
44. ↑  Popelier (1979), 24
45. ↑  Popelier (1979), 28
46. ↑  Otterspeer (2013), 477-478
47. ↑  Geciteerd in Otterspeer (2013), 478
48. 1 2  Otterspeer (2013), 479
49. ↑  Geciteerd in Otterspeer (2013), 479
50. ↑  F. Bordewijk, 'W.F. Hermans gaat een eigen weg', Utrechts Nieuwsblad, 23 juli 1949. Gearchiveerd op 21 februari 2025.
51. ↑  Jaeger (2020)